# Polyrhachis furcula
Polyrhachis furcula é uma espécie de formiga do gênero Polyrhachis, pertencente à subfamília Formicinae.